# Sournia
Sournia település Franciaországban, Pyrénées-Orientales megyében. Lakosainak száma 480 fő (2022. január 1.). Sournia Le Vivier, Prats-de-Sournia, Trévillach, Campoussy, Mosset, Molitg-les-Bains, Eus és Rabouillet községekkel határos.

## Népesség
A település népessége az elmúlt években az alábbi módon változott:
| Lakosok száma | 501  | 498  | 502  | 498  | 497  | 498  | 492  | 486  | 480  |
|               | 2013 | 2015 | 2016 | 2017 | 2018 | 2019 | 2020 | 2021 | 2022 |